# Domínio de broadcast
Um domínio de broadcast é um segmento lógico de uma rede de computadores em que um computador ou qualquer outro dispositivo conectado à rede é capaz de se comunicar com outro sem a necessidade de utilizar um dispositivo de roteamento.
Embora os switches filtrem a maioria dos quadros com base nos endereços MAC, eles não filtram quadros de broadcast. Para que outros switches na LAN recebam quadros de broadcast, os switches precisam enviar esses quadros para todas as portas (inundar). Um conjunto de switches interconectados forma um único domínio de broadcast. Somente um dispositivo de camada de rede, como um roteador, pode dividir um domínio de broadcast de camada 2. Os roteadores são usados para segmentar tanto domínios de broadcast como domínios de colisão.
Quando um dispositivo envia um broadcast de camada 2, o endereço MAC destino no quadro é definido somente com 1s binários. Um quadro com um endereço MAC destino definido somente com 1s binários é recebido por todos os dispositivos no domínio de broadcast.
O domínio de broadcast de camada 2 é conhecido como domínio de broadcast MAC. O domínio de broadcast MAC consiste em todos os dispositivos na LAN que recebem quadros de broadcast de um host.
Quando um switch recebe um quadro de broadcast, ele encaminha o quadro por meio de cada uma de suas portas, exceto a porta de ingresso na qual o quadro de broadcast foi recebido. Cada dispositivo conectado ao switch recebe uma cópia do quadro de broadcast e o processa. Os broadcasts às vezes são necessários para localizar inicialmente outros dispositivos e serviços de rede, mas eles também reduzem a eficiência da rede. A largura de banda da rede é usada para propagar o tráfego de broadcast. Muitos broadcasts e uma carga de tráfego pesada na rede podem causar congestionamentos ou reduzir a velocidade de desempenho da rede.
Quando dois switches estão conectados, o domínio de broadcast é aumentado. Neste caso, um quadro de broadcast é encaminhado a todas as portas conectadas ao switch S1. O switch S1 está conectado ao switch S2. O quadro é propagado também a todos os dispositivos conectados ao switch S2.
O dominio de broadcast pode ser limitado em switches segmentando a rede fisicamente ou através de vlans, e então interligando estes segmentos com um router. Sem o router, os segmentos de rede e/ou vlans não se comunicam.
Hubs atuam em domínio de colisão, pois são considerados switches "burros" que não direcionam para qual porta especifica irá o pacote, simplesmente enviam para todas as portas. A colisão ocorre quando mais de um dispositivo envia um quadro ao mesmo tempo que outro dispositivo na rede e a transmissão precisa ser reiniciada, causando baixa eficiência na rede.